# Plavání na mistrovství Evropy v plaveckých sportech 2004
Závody v plavání na mistrovství Evropy v plaveckých sportech za rok 2004 proběhly v Madridu, Španělsko ve dnech 10. až 16. května 2004.

## Výsledky

### Individuální disciplíny
| Muži                 | Zlato                           | Zlato    | Stříbro                         | Stříbro  | Bronz                                             | Bronz    |
| -------------------- | ------------------------------- | -------- | ------------------------------- | -------- | ------------------------------------------------- | -------- |
| 50 m volný způsob    | Alexandr Popov (RUS)            | 22,32    | Stefan Nystrand (SWE)           | 22,42    | Lorenzo Vismara (ITA)                             | 22,45    |
| 100 m volný způsob   | Filippo Magnini (ITA)           | 48,87    | Pieter van den Hoogenband (NED) | 49,33    | Christian Galenda (ITA)                           | 49,55    |
| 200 m volný způsob   | Pieter van den Hoogenband (NED) | 1:47,05  | Andrej Kapralov (RUS)           | 1:48,28  | Massimiliano Rosolino (ITA) Filippo Magnini (ITA) | 1:48,69  |
| 400 m volný způsob   | Emiliano Brembilla (ITA)        | 3:49,14  | Jurij Prilukov (RUS)            | 3:49,51  | Dragoș Coman (ROU)                                | 3:49,52  |
| 1500 m volný způsob  | Jurij Prilukov (RUS)            | 15:04,35 | Ihor Červynskyj (UKR)           | 15:11,94 | Dragoș Coman (ROU)                                | 15:15,42 |
| 50 m znak            | Stev Theloke (GER)              | 25,61    | Darius Grigalionis (LTU)        | 25,67    | David Ortega (ESP)                                | 25,69    |
| 100 m znak           | László Cseh (HUN)               | 55,26    | Markus Rogan (AUT)              | 55,27    | Stev Theloke (GER)                                | 55,39    |
| 200 m znak           | Markus Rogan (AUT)              | 1:57,58  | Răzvan Florea (ROU)             | 1:58,00  | Simon Dufour (FRA)                                | 1:58,54  |
| 50 m motýlek         | Serhij Breus (UKR)              | 24,02    | Nikolaj Skvorcov (RUS)          | 24,05    | Andrij Serdinov (UKR)                             | 24,16    |
| 100 m motýlek        | Andrij Serdinov (UKR)           | 52,31    | Franck Esposito (FRA)           | 52,65    | Nikolaj Skvorcov (RUS)                            | 52,75    |
| 200 m motýlek        | Denys Sylanťjev (UKR)           | 1:56,71  | Ștefan Gherghel (ROU)           | 1:56,82  | Anatolij Poljakov (RUS)                           | 1:57,45  |
| 50 m prsa            | Oleh Lisohor (UKR)              | 27,55    | Hugues Duboscq (FRA)            | 28,23    | Matjaž Markič (SLO)                               | 28,24    |
| 100 m prsa           | Oleh Lisohor (UKR)              | 1:01,13  | Hugues Duboscq (FRA)            | 1:01,25  | Richárd Bodor (HUN)                               | 1:01,54  |
| 200 m prsa           | Paolo Bossini (ITA)             | 2:11,73  | Dmitrij Komornikov (RUS)        | 2:12,02  | Richárd Bodor (HUN)                               | 2:13,27  |
| 200 m polohový závod | Markus Rogan (AUT)              | 1:59,79  | Jani Sievinen (FIN)             | 2:00,43  | Massimiliano Rosolino (ITA)                       | 2:00,53  |
| 400 m polohový závod | László Cseh (HUN)               | 4:12,86  | Luca Marin (ITA)                | 4:14,31  | Alessio Boggiatto (ITA)                           | 4:14,32  |
| Ženy                 | Zlato                           | Zlato    | Stříbro                         | Stříbro  | Bronz                                             | Bronz    |
| 50 m volný způsob    | Therese Alshammarová (SWE)      | 25,12    | Svitlana Chochlavová (BLR)      | 25,20    | Sandra Völkerová (GER)                            | 25,24    |
| 100 m volný způsob   | Malia Metellaová (FRA)          | 54,46    | Marleen Veldhuisová (NED)       | 54,86    | Neri Nyangwaraová (GRE)                           | 55,05    |
| 200 m volný způsob   | Camelia Potecová (ROU)          | 1:58,20  | Solenne Figuèsová (FRA)         | 1:58,30  | Josefin Lillhageová (SWE)                         | 1:59,45  |
| 400 m volný způsob   | Laure Manaudouová (FRA)         | 4:07,90  | Camelia Potecová (ROU)          | 4:09,31  | Jana Kločkovová (UKR)                             | 4:10,53  |
| 800 m volný způsob   | Erika Villaécijaová (ESP)       | 8:31,26  | Anja Čarmanová (SLO)            | 8:37,10  | Camelia Potecová (ROU)                            | 8:37,56  |
| 50 m znak            | Ilona Hlaváčková (CZE)          | 29,00    | Nina Živaněvská (ESP)           | 29,03    | Alessandra Cappaová (ITA)                         | 29,28    |
| 100 m znak           | Laure Manaudouová (FRA)         | 1:00,93  | Stanislava Komarovová (RUS)     | 1:01,89  | Nina Živaněvská (ESP)                             | 1:02,38  |
| 200 m znak           | Stanislava Komarovaová (RUS)    | 2:10,97  | Anja Čarmanová (SLO)            | 2:13,12  | Sanja Jovanovićová (CRO)                          | 2:13,95  |
| 50 m motýlek         | Natalija Suťaginová (RUS)       | 27,04    | Martina Moravcová (SVK)         | 27,09    | Chantal Grootová (NED)                            | 27,11    |
| 100 m motýlek        | Martina Moravcová (SVK)         | 58,05    | Malia Metellaová (FRA)          | 58,78    | Otylia Jędrzejczaková (POL)                       | 58,85    |
| 200 m motýlek        | Otylia Jędrzejczaková (POL)     | 2:06,47  | Paola Cavallinová (ITA)         | 2:09,27  | Mette Jacobsenová (DEN)                           | 2:09,43  |
| 50 m prsa            | Maria Östlingová (SWE)          | 31,68    | Jelena Bogomazovová (RUS)       | 31,90    | Majken Thorupová (DEN)                            | 32,05    |
| 100 m prsa           | Svitlana Bondarenková (UKR)     | 1:09,23  | Jelena Bogomazovová (RUS)       | 1:09,37  | Mirna Jukićová (AUT) Maria Östlingová (SWE)       | 1:09,41  |
| 200 m prsa           | Mirna Jukićová (AUT)            | 2:27,25  | Alenka Kejžarová (SLO)          | 2:29,71  | Jelena Bogomazovová (RUS)                         | 2:29,77  |
| 200 m polohový závod | Jana Kločkovová (UKR)           | 2:12,56  | Hanna Ščerbová (BLR)            | 2:15,03  | Beatrice Cășlaruová (ROU)                         | 2:15,70  |
| 400 m polohový závod | Jana Kločkovová (UKR)           | 4:38,52  | Éva Risztovová (HUN)            | 4:40,34  | Anja Klinarová (SLO)                              | 4:46,05  |

### Štafety
| Muži                   | Zlato | Zlato   | Stříbro | Stříbro | Bronz | Bronz   |
| ---------------------- | --- | ------- | --- | ------- | --- | ------- |
| 4×100 m volný způsob   | Itálie (ITA) (Lorenzo Vismara, Christian Galenda, Giacomo Vassanelli, Filippo Magnini, (r)Michele Scarica, (r)Alessandro Calvi, (r)Simone Cercato)             | 3:15,66 | Rusko (RUS) (Andrej Kapralov, Jevgenij Lagunov, Ivan Usov, Děnis Pimankov, (r)Pavel Balašov)                           | 3:17,00 | Francie (FRA) (Amaury Leveaux, Germain Cayette, Julien Sicot, Fabien Gilot)                                                                | 3:18,10 |
| 4×200 m volný způsob   | Itálie (ITA) (Emiliano Brembilla, Matteo Pelliciari, Massimiliano Rosolino, Filippo Magnini, (r)Christian Galenda, (r)Andrea Beccari, (r)Federico Cappellazzo) | 7:11,93 | Rusko (RUS) (Maxim Kuznetsov, Jevgenij Nacvin, Andrej Kapralov, Jurij Prilukov, (r)Jurij Ufimcev, (r)Dmitrij Černyšov) | 7:16,95 | Francie (FRA) (Fabien Horth, Nicolas Kintz, Nicolas Rostoucher, Amaury Leveaux)                                                            | 7:19,00 |
| 4×100 m polohový závod | Ukrajina (UKR) (Volodymyr Nikolajčuk, Oleh Lisohor, Andrij Serdinov, Jurij Jehošyn, (r)Pavlo Illičv, (r)Valerij Dymo, (r)Denys Sylanťjev)                      | 3:37,14 | Francie (FRA) (Simon Dufour, Hugues Duboscq, Franck Esposito, Julien Sicot, (r)Pierre Roger, (r)Amaury Leveaux)        | 3:37,77 | Maďarsko (HUN) (László Cseh, Richárd Bodor, Zsolt Gáspár, Attila Zubor)                                                                    | 3:37,86 |
| Ženy                   | Zlato | Zlato   | Stříbro | Stříbro | Bronz | Bronz   |
| 4×100 m volný způsob   | Francie (FRA) (Solenne Figuèsová, Céline Coudercová, Aurore Mongelová, Malia Metellaová)                                                                       | 3:40,67 | Nizozemsko (NED) (Chantal Grootová, Inge Dekkerová, Annabel Kostenová, Marleen Veldhuisová)                            | 3:41,39 | Švédsko (SWE) (Johanna Sjöbergová, Gabriella Fagundezová, Cathrin Carlzonová, Josefin Lillhageová, (r)Ida Mattssonová, (r)Lisa Wänbergová) | 3:43,54 |
| 4×200 m volný způsob   | Španělsko (ESP) (Tatiana Roubaová, Melissa Caballerová, Laura Rocaová, Erika Villaécijaová, (r)Paula Cervantesová, (r)Arantxa Ramosová)                        | 8:03,41 | Francie (FRA) (Céline Coudercová, Katarin Quelennecová, Elsa N'Guessanová, Solenne Figuèsová)                          | 8:06,04 | Rumunsko (ROU) (Camelia Potecová, Larisa Lăcusțăová, Beatrice Cășlaruová, Simona Păduraruová)                                              | 8:06,26 |
| 4×100 m polohový závod | Francie (FRA) (Laure Manaudouová, Laurie Thomassinová, Aurore Mongelová, Malia Metellaová, (r)Alexandra Putraová, (r)Solenne Figuèsová)                        | 4:05,96 | Ukrajina (UKR) (Iryna Amšennikovová, Svitlana Bondarenková, Jana Kločkovová, Olha Mukomolová, (r)Kateryna Zubkovová)   | 4:06,35 | Nizozemsko (NED) (Stefanie Luikenová, Madelon Baansová, Chantal Grootová, Marleen Veldhuisová, (r)Inge Dekkerová)                          | 4:07,41 |

## Medailová bilance
V plavání se rozdělilo celkem 38 sad medailí.
| Pořadí | Stát             |       | Muži    | Muži  | Muži  |         | Ženy  | Ženy  | Ženy    |       | Muži + Ženy | Muži + Ženy | Muži + Ženy | Celkem |
| Pořadí | Stát             | Zlato | Stříbro | Bronz | Zlato | Stříbro | Bronz | Zlato | Stříbro | Bronz |             |             |             | Celkem |
| ------ | ---------------- | ----- | ------- | ----- | ----- | ------- | ----- | ----- | ------- | ----- | ----------- | ----------- | ----------- | ------ |
| 1.     | Ukrajina (UKR)   |       | 6       | 1     | 1     |         | 3     | 1     | 1       |       | 9           | 2           | 2           | 13     |
| 2.     | Francie (FRA)    |       | 0       | 4     | 3     |         | 5     | 3     | 0       |       | 5           | 7           | 3           | 15     |
| 3.     | Itálie (ITA)     |       | 5       | 1     | 6     |         | 0     | 1     | 1       |       | 5           | 2           | 7           | 14     |
| 4.     | Rusko (RUS)      |       | 2       | 6     | 2     |         | 2     | 3     | 1       |       | 4           | 9           | 3           | 16     |
| 5.     | Rakousko (AUT)   |       | 2       | 1     | 0     |         | 1     | 0     | 1       |       | 3           | 1           | 1           | 5      |
| 6.     | Švédsko (SWE)    |       | 0       | 1     | 0     |         | 2     | 0     | 3       |       | 2           | 1           | 3           | 6      |
| 6.     | Maďarsko (HUN)   |       | 2       | 0     | 3     |         | 0     | 1     | 0       |       | 2           | 1           | 3           | 6      |
| 8.     | Španělsko (ESP)  |       | 0       | 0     | 1     |         | 2     | 1     | 1       |       | 2           | 1           | 2           | 5      |
| 9.     | Rumunsko (ROU)   |       | 0       | 2     | 2     |         | 1     | 1     | 3       |       | 1           | 3           | 5           | 9      |
| 10.    | Nizozemsko (NED) |       | 1       | 1     | 0     |         | 0     | 2     | 2       |       | 1           | 3           | 2           | 6      |
| 11.    | Slovensko (SVK)  |       | 0       | 0     | 0     |         | 1     | 1     | 0       |       | 1           | 1           | 0           | 2      |
| 12.    | Německo (GER)    |       | 1       | 0     | 1     |         | 0     | 0     | 1       |       | 1           | 0           | 2           | 3      |
| 13.    | Polsko (POL)     |       | 0       | 0     | 0     |         | 1     | 0     | 1       |       | 1           | 0           | 1           | 2      |
| 14.    | Česko (CZE)      |       | 0       | 0     | 0     |         | 1     | 0     | 0       |       | 1           | 0           | 0           | 1      |
| 15.    | Slovinsko (SLO)  |       | 0       | 0     | 1     |         | 0     | 3     | 1       |       | 0           | 3           | 2           | 5      |
| 16.    | Bělorusko (BLR)  |       | 0       | 0     | 0     |         | 0     | 2     | 0       |       | 0           | 2           | 0           | 2      |
| 17.    | Finsko (FIN)     |       | 0       | 1     | 0     |         | 0     | 0     | 0       |       | 0           | 1           | 0           | 1      |
| 17.    | Litva (LTU)      |       | 0       | 1     | 0     |         | 0     | 0     | 0       |       | 0           | 1           | 0           | 1      |
| 18.    | Dánsko (DEN)     |       | 0       | 0     | 0     |         | 0     | 0     | 2       |       | 0           | 0           | 2           | 2      |
| 19.    | Řecko (GRE)      |       | 0       | 0     | 0     |         | 0     | 0     | 1       |       | 0           | 0           | 1           | 1      |
| 19.    | Chorvatsko (CRO) |       | 0       | 0     | 0     |         | 0     | 0     | 1       |       | 0           | 0           | 1           | 1      |
| Celkem | Celkem           |       | 19      | 19    | 20    |         | 19    | 19    | 20      |       | 38          | 38          | 40          | 116    |